# Kassandra
För andra betydelser, se Kassandra (olika betydelser).

Evelyn De Morgans målning Cassandra från 1898

Kassandra eller Cassandra (grekiska Κασσάνδρα) också känd som Alexandra, är i grekisk mytologi en sierska och dotter till kung Priamos och Hecuba av Troja, som guden Apollon blev attraherad av och gav gåvan att se framtiden. När hon inte besvarade hans kärlek lade han en förbannelse över henne, så att ingen skulle tro på hennes förutsägelser.
Kassandra försökte varna trojanerna om Trojas undergång, den Trojanska hästen och Agamemnons och hennes egen död. Efter det Trojanska kriget blev Kassandra våldtagen av Ajax den mindre, och sedan förde Agamemnon bort henne som slavinna och konkubin till Mykene. Utan Agamemnons vetskap hade dock hans fru Klytamnestra haft ett förhållande med Aigisthos under hans frånvaro, och de båda mördade först Agamemnon och sedan Kassandra.

## Kassandrakomplex
Kassandrakomplex eller Kassandras syndrom är en psykologisk term som tillämpas på de människor som har varnat för något som ingen tar på allvar.